# Logonom
En logonom är en röst- och talpedagog som arbetar med talrösten och förebyggande friskvård av den samt med rösten och talet ur estetisk synpunkt. Logonomen ska hjälpa till att utveckla en individs röstresurser i olika sammanhang, till exempel när det gäller kommunikativ kompetens eller förmågan att förstärka röstens hållbarhet.
Utbildning till logonom förutsätter att man har pedagogisk grundkompetens inom något estetiskt område eller annan likvärdig pedagogisk kompetens. Påbyggnadsutbildning sker vid Stockholms musikpedagogiska institut.